# Finn Reiter
Finn Reiter (* 12. November 2007 in Wien) ist ein österreichischer Schauspieler und Sohn der Schauspieler Sabrina Reiter und Laurence Rupp. Im Jahr 2020 trat er in der Serie Barbaren und zwei weiteren Fernsehproduktionen erstmals schauspielerisch in Erscheinung.

## Filmografie
- 2020: Barbaren (Fernsehserie)
- 2020: Das schaurige Haus
- 2020: Tatort: Unten (Fernsehreihe)